# Philip Leacock
Philip David Charles Leacock (Londra, 8 ottobre 1917 – Londra, 14 luglio 1990) è stato un regista britannico, attivo sia per il cinema che per la televisione.
Era fratello del regista Richard Leacock.

## Filmografia parziale

### Cinema
- L'ora del grande attacco (Appointment in London) (1953)
- I confini del proibito (The Kidnappers) (1953)
- Il giardiniere spagnolo (The Spanish Gardener) (1956)
- Alta marea a mezzogiorno (High Tide at Noon) (1957)
- La trappola del coniglio (The Rabbit Trap) (1959)
- L'orma del gigante (Take a Giant Step) (1959)
- Che nessuno scriva il mio epitaffio (Let No Man Write My Epitaph) (1960)
- La notte delle iene (13 West Street) (1962)
- Amante di guerra (The War Lover) (1962)
- La vergine in collegio (Tamahine) (1963)
- La frusta e la forca (Adam's Woman) (1970)

### Televisione
- La grande avventura (The Great Adventure) – serie TV, 5 episodi (1964)
- Mod Squad, i ragazzi di Greer (The Mod Squad) – serie TV, 8 episodi (1970-1972)
- Gunsmoke – serie TV, 12 episodi (1969-1972)
- Marcus Welby (Marcus Welby, M.D.) – serie TV, 6 episodi (1969-1973)
- Hawaii Squadra Cinque Zero (Hawaii Five-O) – serie TV, 4 episodi (1975-1976)
- La famiglia Bradford (Eight Is Enough) – serie TV, 6 episodi (1977-1978)
- Una famiglia americana (The Waltons) – serie TV, 25 episodi (1972-1981)
- In casa Lawrence (Family) – serie TV, 4 episodi (1978-1979)
- Dynasty – serie TV, 14 episodi (1981-1984)
- Fantasilandia (Fantasy Island) – serie TV, 13 episodi (1981-1984)
- Falcon Crest – serie TV, 10 episodi (1985-1986)